# Il Sogno di Rhonabwy
Il Sogno di Rhonabwy (gallese: Breuddwyd Rhonabwy) è un racconto medio gallese.
Ambientato durante il regno di Madog ap Maredudd (m. 1160), principe di Powys, è datato alla fine del XII o all'inizio del XIII secolo. Ci è giunto in un solo manoscritto: il Libro rosso di Hergest. La storia narra la visione avuta in sogno da Rhonabwy, un seguace di Madoc, dei tempi di re Artù.

## Racconto
Madog manda Rhonabwy e due compagni a cercare Iorwerth, fratello ribelle del principe. Una notte cercano riparo da Heilyn il Rosso, ma trovano la sua casa sudicia e i letti pieni di pulci. Sdraiandosi su una pelle di bue gialla, Rhonabwy ha una visione di re Artù e dei suoi tempi. A fargli da guida è un seguace di Artù: Iddawg "la Zangola di Britannia", così chiamato perché provocò la Battaglia di Camlann distorcendo i messaggi di pace del re che era stato incaricato di consegnare a Medrawd (Mordred). Iddawg introduce Rhonabwy e i suoi amici ad Artù, che si dispiace che il Galles sia stato ereditato da così miseri uomini.
Iddawg rivela che gli uomini di Artù sono radunati per incontrare i Sassoni alla Battaglia di Badon Hill. Ma Artù è maggiormente preoccupato per la partita di gwyddbwyll (gioco simile agli scacchi) contro il suo seguace Owain mab Urien (Ywain). Mentre giocano, arrivano dei messaggeri che dichiarano che gli scudieri di Artù stanno attaccando i corvi di Owain. Quando Owain chiede di fermarli, Artù risponde: «A Voi la mossa». Owain ordina ai suoi corvi di attaccare i servitori di Artù. Quando Artù chiede di richiamarli, Owain risponde: «A Voi la mossa, Signore». Alla fine Artù riduce in polvere i pezzi degli scacchi e i due dichiarano pace. Allora i Sassoni mandano un contingente per chiedere  una tregua. Artù, seguendo i suoi consiglieri, accetta. Cai (Sir Kay) dichiara che chi desidera seguire Artù dovrebbe venire in Cornovaglia. Il rumore di movimenti di truppe sveglia Rhonabwy che scopre di aver dormito per tre giorni.

## Interpretazione
Il Sogno di Rhonabwy è aperto a molte interpretazioni. Da una parte deride i tempi di Madoc, che viene criticamente paragonato con l'epoca di re Artù. Ma i tempi di Artù sono descritti come illogici e sciocchi. Sembra che l'opera sia una satira dei tempi contemporanei e dell'epoca mitica.
Il Sogno di Rhonabwy è il più letterario dei racconti medievali gallesi. Forse è stato anche l'ultimo ad essere stato scritto. Una nota finale dichiara che nessuno è in grado di recitare l'intero lavoro senza un libro poiché il livello del dettaglio è troppo per la memoria. Il commento suggerisce che non era popolare tra i cantastorie, anche se ciò era dovuto probabilmente alla sua posizione di racconto letterario piuttosto che tradizionale.